# 芭帕妲·格林蘇曼
芭帕妲·格林蘇曼（曾被誤譯為帕潘妲·克林蘇曼，1994年9月7日—），小名Noey，2015年泰國超模大賽冠軍。現為泰國第7電視臺旗下女演員。代表作有《鬼眼戰士》、《謎音符管》與《五農神2022》。

## 演藝生涯
Noey於1995年9月7日出生於泰國呵叻府。2015年於泰國超模大賽《Thai Supermodel Contest 2015》榮獲后冠，並從此開啟演藝事業。此外Noey更於競賽中獲得《潘婷健康美髮偶像》的殊榮，進而有「美髮偶像」的稱號。
2017年Noey搭檔男星克里塔利特·布帕洛姆（BigM）主演首部電視劇《鬼眼戰士》。

## 個人生活
2021年12月17日，宣布與圈外男友Jay Pasakorn結婚的消息。隔年2月14日的西洋情人節，Noey於社群平台向大家分享懷孕喜訊。
2022年6月12日，順利產下一女，小名Peony。
2024年2月22日，於個人Instagram證實與前夫已在2023年12月離婚。

## 影視作品

### 電視劇
| 首播年份 | 戲名             | 戲名   | 播放平台 | 角色                    | 備註 |
| 首播年份 | 譯名             | 原文名 | 播放平台 | 角色                    | 備註 |
| 2017年   | 《鬼眼戰士》     |        | Ch7HD    | Wichuda                 | 主演 |
| 2017年   | 《滿天繁星2017》 |        | Ch7HD    | Chonticha （Chon）      | 配角 |
| 2018年   | 《寒夜星暖》     |        | Ch7HD    | Naree （Ree）           | 配角 |
| 2019年   | 《地獄天使2019》 |        | Ch7HD    | Prakaidao （Noi）       | 配角 |
| 2019年   | 《謎音符管》     |        | Ch7HD    | Netrsai （Sai）         | 主演 |
| 2020年   | 《遮心之簾》     |        | Ch7HD    | Soisoun （Soun）        | 配角 |
| 2020年   | 《北方之愛》     |        | Ch7HD    | Netdao                  | 主演 |
| 2021年   | 《心之愛嶼》     |        | Ch7HD    | Fakfah Maneenet （Fah） | 主演 |
| 2022年   | 《五農神2022》   |        | Ch7HD    | Bua （醫生）            | 主演 |

## 獎項
| 年份   | 組織                                           | 獎項                      |
| 2015年 | Thai Super Model Contest 2015 （泰國超模大賽） | 后冠                      |
| 2015年 | Thai Super Model Contest 2015 （泰國超模大賽） | Pantene Healthy Hair Idol |

## 外部連結
- 帕潘妲·克林蘇曼於Channel 7的簡介 （页面存档备份，存于）（泰文）
- 芭帕妲·格林蘇曼的Instagram帳戶 （泰文）
- 芭帕妲·格林蘇曼的X（前Twitter） （泰文）

| 奖项与成就                 | 奖项与成就          | 奖项与成就                         |
| -------------------------- | ------------------- | ---------------------------------- |
| 前任者： Wilasinee Salawan | 泰國超模大賽 2015年 | 繼任者： 琪提亞·吉帕迪 （Baihmon） |